# 鴨島町知恵島
鴨島町知恵島（かもじまちょうちえじま）は、徳島県吉野川市の大字。2010年10月1日現在の人口は2,404人、世帯数は864世帯。郵便番号は〒776-0014。

## 地理
吉野川市の北部に位置。北から西は阿波市、東は鴨島町牛島、南は鴨島町鴨島・鴨島町西麻植に接する。
北を吉野川、南を江川がそれぞれ東流し、地内はこの二つの川に挟まれた形で、東西に長い地域である。鴨島町上下島で国道192号から分岐した国道318号は、地内の中央部を縦断して吉野川中央橋を通り、阿波市・板野町を北上して香川県に至る。
吉野川に架かる阿波中央橋付近の鴨島運動場では、毎年8月6日に吉野川市納涼花火大会（旧名称は鴨島町納涼花火大会）が開催され、多くの花火客でにぎわう。

### 河川
- 吉野川
- 江川

### 小字
- 北須賀西
- 北須賀東
- 千田須賀北
- 千田須賀西
- 千田須賀東
- 中須賀
- 中須賀北
- 中須賀西
- 西知恵島
- 四ツ屋

### 地番符号
- 番外
- 境

## 歴史
- 2004年（平成16年）10月1日 - 麻植郡鴨島町が川島町・山川町・美郷村と合併して吉野川市となり、現在の町名となる。

## 施設
- 吉野川市立知恵島小学校
- 吉野川医療センター
- 鴨島運動場
- 徳島県立吉野川高等学校（グラウンドの北約3分の1が鴨島町知恵島）

## 交通

### 道路
国道
- 国道318号

都道府県道
- 徳島県道30号徳島鴨島線
- 徳島県道122号板野川島線